# 卡內瓦里 (內華達州)
卡內瓦里（英語：Cal-Nev-Ari）是位於美國內華達州克拉克縣的普查規定居民點。

## 歷史
卡內瓦里的郵局自1980年營運至今。

## 人口
根據2020年美國人口普查的數據，卡內瓦里的面積為5.90平方千米，皆為陸地。當地共有人口144人，而人口密度為每平方千米24.41人。